# Petrești, Dâmbovița
Petrești là một xã thuộc hạt Dâmbovița, România. Dân số thời điểm năm 2002 là 6093 người.